# Rodolphe de Liechtenstein
Le prince Rodolphe de Liechtenstein (18 avril 1838 à Vienne- 15 décembre 1908 à Moravský Krumlov) est un aristocrate autrichien, un général de l'armée commune et l'un des plus hauts responsables de la cour de l'empereur François-Joseph Ier.

## Biographie
Rudolf est le plus jeune enfant et le deuxième fils du prince Karl Joseph de Liechtenstein et de la comtesse Franziska von Wrbna-Freudenthal. Sa famille est une branche cadette de la Maison princière régnante du Liechtenstein, la lignée Moravský-Krumlov, qui descend du prince Karl Borromäus, le frère cadet de François-Joseph Ier (prince de Liechtenstein). À la mort de son frère aîné Karl Rudolf - célibataire et sans enfant - en 1899, Rudolf devient le chef de la famille.
Après avoir terminé ses études, Rudolf s'engage dans l'armée et devient général de la cavalerie en 1904. En 1862, il entre au service de la cour impériale à Vienne, d'abord en tant que trésorier, puis en tant que conseiller privé et ministre des chevaux par intérim, ainsi qu'en tant que colonel honoraire des gardes du corps impériaux. En 1896, il est personnellement nommé par l'empereur premier Oberhofmeister (Lord grand intendant), le plus haut fonctionnaire de la cour, après la mort du prince Konstantin de Hohenlohe-Schillingsfürst,. Le mandat de Rudolf à la cour est marqué par de nombreux événements : les émeutes de Badeni en Bohème en 1897, l'assassinat de l'impératrice Elisabeth en 1898 et le mariage morganatique de l'archiduc François-Ferdinand avec la comtesse Sophie Chotek en 1900. Il est également présent lors des visites d'État du roi Edward VII du Royaume-Uni, de l'empereur Guillaume II d'Allemagne et du tsar Nicolas II de Russie en 1903.
Musicien accompli, Rudolf compose des musiques pour les textes de Walther von der Vogelweide et Heinrich Heine.
Dans les dernières années de sa vie, Rudolf est souvent frappé par la maladie ; ses fonctions sont reprises par son adjoint Alfred, deuxième prince de Montenuovo. Il meurt célibataire en 1908 et est enterré dans la crypte familiale du château de Moravský Krumlov, en Moravie. Avec sa mort, la lignée des Moravský-Krumlov de la Maison de Liechtenstein s'éteint.

## Distinctions

### Ordres et décorations nationales[3]
- Chevalier de la Toison d'Or, 1892[4]
- Grand-croix de l'ordre royal hongrois de Saint-Étienne, 1896[4]
- Médaille de la Cour du Jubilé d'or, 1898.
- Médaille du jubilé d'or des forces armées, 1898.
- Médaille du service pour les officiers, 3e classe

### Ordres et décorations étrangers[3]
- Royaume de Bavière[5] :
  - Grand-croix de l'ordre du Mérite civil de la couronne de Bavière, 1896.
  - Chevalier de l'ordre de Saint-Hubert, 1898[6]
- Belgique : 
  - Grand cordon de l'ordre de Léopold (militaire).
- Principauté de Bulgarie : 
  - Grand-croix en diamants de l'ordre de Saint-Alexandre
- Duchés d'Ernestin : 
  - Grand-croix de l'ordre de la Maison ernestine de Saxe.
- France : 
  - Grand officier de l'ordre national de la Légion d'honneur.
- Grand-duché de Hesse :
  - Grand-croix de l'ordre de Louis de Hesse, 18 mai 1893[7].
- Royaume d'Italie : 
  - Grand-croix de l'ordre des Saints-Maurice-et-Lazare.
- Empire du Japon : 
  - Grand cordon de l'ordre du Soleil levant
- - Bailli grand-croix d'honneur et de dévotion de l'ordre souverain de Malte[6]
- Mecklembourg : 
  - Grand-croix avec couronne d'or de l'ordre de la Couronne de Wende.
- Empire Ottoman : 
  - Ordre de l'Osmaniye, 1ère classe
- Empire perse : 
  - Ordre du portrait August, en diamants
- Royaume du Portugal : 
  - Grand-croix de l'ordre la Tour et de l'Épée
- Royaume de Prusse :
  - Chevalier de l'ordre royal de la Couronne, 2ème classe, 24 août 1864[8]
  - Grand-croix de l'ordre de l'Aigle rouge, 25 avril 1896[9]
  - Chevalier en diamants de l'ordre de l'Aigle noir
- Dynastie Qing : 
  - Ordre du Double Dragon, classe III Grade I
- Royaume de Roumanie : 
  - Grand-croix de l'ordre de l'Étoile de Roumanie.
- Empire russe:
  - Chevalier de l'ordre de Saint-André, 1900.
  - Chevalier de l'ordre de Saint-Alexandre Nevski.
  - Chevalier de l'ordre de l'Aigle blanc
  - Chevalier de l'ordre de Sainte-Anne, 1ère classe
  - Chevalier de l'ordre de Saint-Stanislas, 1ère Classe
- Saxe-Weimar-Eisenach : 
  - Grand-croix de l'ordre du Faucon blanc, 1892[10]
- Royaume de Saxe[11] :
  - Grand-croix de l'ordre d'Albert, 1891.
  - Chevalier de l'ordre de la Couronne de Saxe, 1898.
- Principauté de Schaumbourg-Lippe : 
  - Croix d'honneur de l'ordre de la Maison de Lippe, 1ère classe
- Royaume de Serbie :
  - Grand-croix de l'ordre de l'Aigle blanc.
- Siam : 
  - Grand-croix de l'ordre de l'Éléphant blanc
- Royaume d'Espagne : 
  - Grand-croix de l'ordre de Charles III, avec collier, 19 octobre 1906[12].
- Suède-Norvège :
  - Chevalier de l'ordre des Séraphins, 25 février 1904[13].
- Famille grand-ducale toscane :
  - Grand-croix de l'ordre de Saint-Joseph.
- Royaume-Uni : 
  - Grand-croix honoraire de l'ordre royal de Victoria, 9 octobre 1903[14]
- Royaume de Wurtemberg[15] :
  - Commandant de l'ordre de Frédéric, 2e classe, 1866.
  - Grand-croix de l'ordre de la Couronne de Wurtemberg, 1893.

## Source
- (en) Cet article est partiellement ou en totalité issu de l’article de Wikipédia en anglais intitulé « Prince Rudolf of Liechtenstein » (voir la liste des auteurs).